# Palani
Palani (o Palni) è una suddivisione dell'India, classificata come municipality, di 67.175 abitanti, situata nel distretto di Dindigul, nello stato federato del Tamil Nadu. In base al numero di abitanti la città rientra nella classe II (da 50.000 a 99.999 persone).

## Etimologia
La città deriva il suo nome dalla unione di due parole tamil: pazham e nee, e sarebbe un riferimento alla canzone della poetessa Avvaiyar che elogia il dio della guerra Muruga, e parte della leggenda del tempio Palani Murugan.
Palani è pronunciato usando l'approssimativa retroflessa ɻ (ழ) ed è anche scritto utilizzando il digrafo 'zh' come "Pazhani".

## Geografia fisica
La città è situata a 10° 28' 0 N e 77° 31' 60 E e ha un'altitudine di 400 m s.l.m..

## Società

### Evoluzione demografica
Al censimento del 2001 la popolazione di Palani assommava a 67.175 persone, delle quali 33.940 maschi e 33.235 femmine. I bambini di età inferiore o uguale ai sei anni assommavano a 6.719, dei quali 3.408 maschi e 3.311 femmine. Infine, coloro che erano in grado di saper almeno leggere e scrivere erano 50.613, dei quali 27.523 maschi e 23.090 femmine.